# Ayuela
Ayuela település Spanyolországban, Palencia tartományban. Ayuela Saldaña, Pino del Río, Fresno del Río, Respenda de la Peña, Congosto de Valdavia, Tabanera de Valdavia, Buenavista de Valdavia és Valderrábano községekkel határos. Lakosainak száma 53 fő (2024).

## Népesség
A település népessége az elmúlt években az alábbi módon változott:
| Lakosok száma | 85   | 69   | 65   | 65   | 61   | 55   | 53   | 52   | 54   | 53   |
|               | 2001 | 2004 | 2007 | 2009 | 2012 | 2014 | 2017 | 2019 | 2022 | 2024 |